# Klucz szwedzki

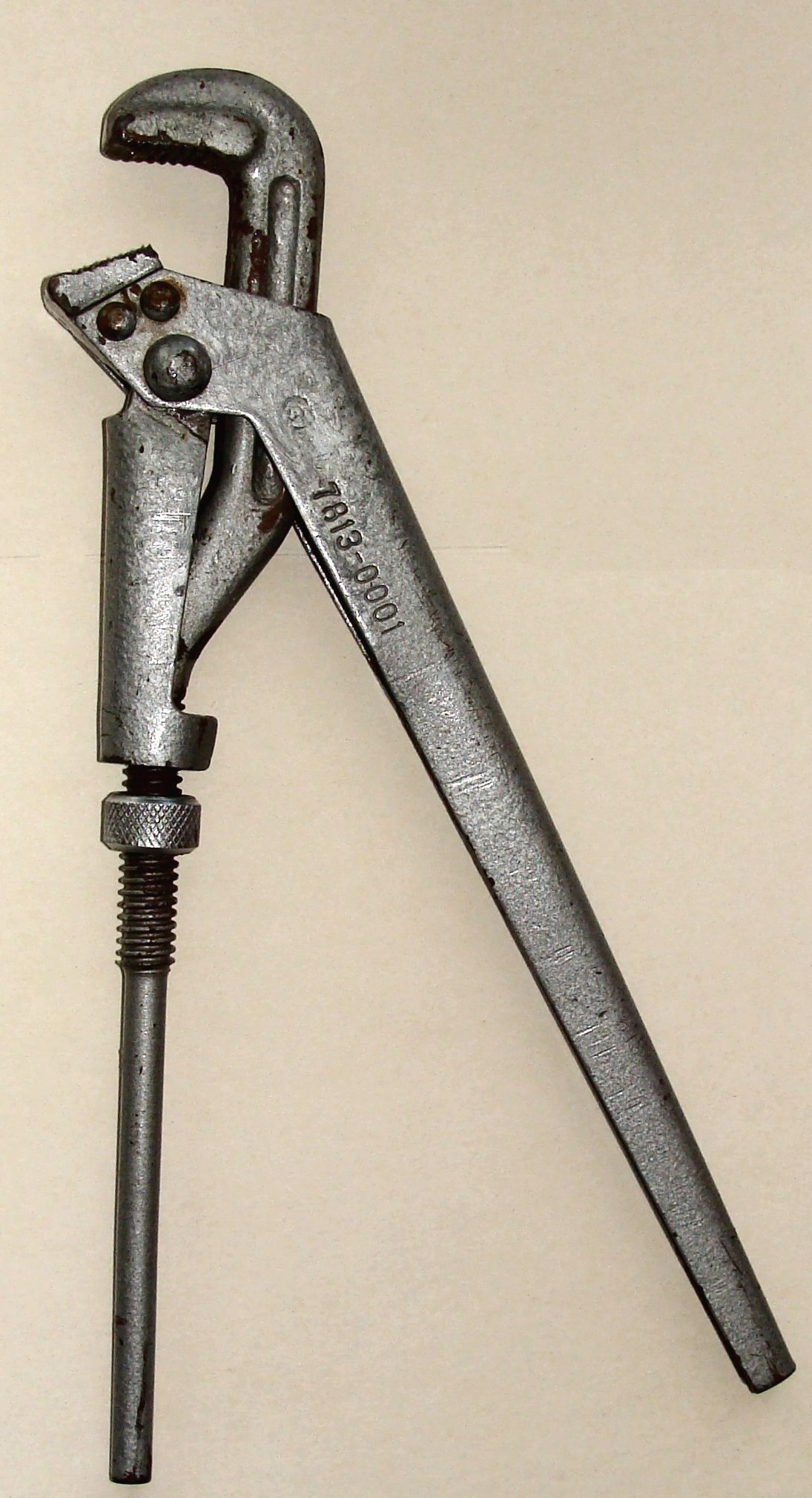
Klucz szwedzki do rur – w pozycji jak na rysunku – należy obracać zgodnie z ruchem wskazówek zegara

Klucz szwedzki (szw. rörtång) – rodzaj klucza nastawnego używanego do prac hydraulicznych, w którym zakres rozwartości szczęk regulowany jest płynnie. Wynalazcą klucza jest Szwed Johan Petter Johansson, który go opatentował w 1888 roku i nadał mu nazwę „żelazna ręka”. W Polsce klucz ten znany jest jako klucz szwedzki.
Regulacja wstępnej rozwartości szczęk roboczych klucza odbywa się poprzez pokręcanie nakrętki umieszczonej na jednym ramieniu dźwigni. Uchwycenie elementu wkręcanego odbywa się poprzez dociśnięcie obu ramion rękojeści klucza do siebie. Jest on przystosowany do chwytania elementów o kształcie walcowym na przykład rur. Trwałe ich mocowanie zapewniają niesymetryczne nacięcia szczęk i odpowiednia geometria dźwigni dodatkowo wzmacniająca zacisk w przypadku prawidłowego kierunku obrotu, dlatego przy odkręcaniu należy odpowiednio zmienić kierunek obrotu klucza.
W Polsce jako klucz szwedzki znany jest także klucz nastawny do śrub, w którym rozstaw szczęk regulowany jest przekładnią ślimakową. Chociaż właściwą nazwą jest klucz nastawny, czasem nazywa się go kluczem angielskim.